# 판결
판결(判決)은 소송에 대한 법원의 판단이다. 판결은 재판에서의 실체적 판단을 내린다는 점에서 소송절차에 관한 판단을 하는 결정과는 다르다.
다만, 대한민국 헌법재판소의 재판은 판결이 아닌 결정이라는 명칭을 사용한다.

## 개요
첫째 민사소송판결이란 소송법상 법원이 하는 재판으로 반드시 변론을 거쳐야 행할 수 있다(민사소송법 제183조). 판결은 법정의 형식에 의해 판결원본을 작성하고(민사소송법 제193조), 이에 의거해 선고를 하지 아니하면 효력이 발생하지 못한다(민사소송법 제190조·제191조). 판결은 변론에 관여한 법관이 하는데(민사소송법 제189조), 당사자가 본안의 신청에 의해 심판을 요구한 사상, 즉 청구에 관해서만 한다(민사소송법 제188조). 판결의 선고 후 재판장이 판결원본을 법원사무관 등에 즉시 교부하면(민사소송법 제195조), 법원사무관 등은 그 정본을 만들어 직권으로 2주일 내에 당사자에게 송달해야 한다(민사소송법 제196조). 판결이 확정되면 확정력·기속력(형식적 확정력·기판력)·형성력·집행력이 생긴다. 둘째 가장 중요한 재판의 형식으로 형사소송 종국재판의 원칙적 형식인데 판결에는 유죄·무죄의 판결인 실체재판과 관할 위반·공소기각 및 면소의 판결인 형식재판이 있다. 실체재판은 모두 판결이나 형식재판에서는 판결 외에도 결정인 경우(공소기각 결정)가 있다. 판결에 대한 상소방법은 항소 또는 상고이며, 재심과 비상상고는 판결에 대해서만 할 수 있다.

## 판결의 효력

### 확정력

#### 자박력
판결이 확정되면, 판결을 내린 법원 역시도 판결 내용에 구속되어, 임의로 판결의 내용을 변경할 수 없다.

#### 형식적 확정력
판결이 확정되면, 당사자의 불복에 따른 상소로써 더 이상 다툴 수 없게 된다.

#### 기판력
판결이 확정되면, 소송 당사자들은 확정판결의 취지와 반하는 주장을 할 수 없고, 동일한 소송물에 대해 다시 소송을 제기하여 다툴 수 없다. 실질적 확정력을 의미한다.

### 집행력
판결이 확정되면, 판결의 취지에 따라 강제집행을 할 수 있는 힘을 의미한다. 민사소송 중 이행의 소에서만 집행력이 인정된다.

### 형성력
형성의 소에 대한 판결에 인정되는 효력으로 판결이 확정되면 그 자체로 법률관계의 변동이 발생하는 효력을 일컫는다.

## 판결서의 기재 내용
대한민국 민사소송법에서는 판결서에 당사자와 법정대리인, 변론종결일, 주문, 청구취지와 상소취지, 이유를 기재하고 날인하도록 규정하고 있다. 형사재판의 판결문에는 대한민국 형사소송법 제323조에 따라 유죄의 판결을 하는 경우 범죄사실과 증거의 요지, 법령의 적용을 명시하여야 한다.

## 판결의 무효
판결이 외형상으로는 존재하지만 그 효력은 발생하지 않을 때 이를 판결의 무효라 한다. 상소나 재심 등에 의하여 취소되지 않더라도 기판력·집행력·형성력 등의 효력이 발생하지 아니하는 경우이다. 예를 들어 사자를 당사자로 하여 본안판결을 하였거나, 부부를 당사자로 하지 아니하는 이혼판결을 한 경우 또는 민법이 인정하지 아니하는 물권을 확인하거나 그 설정을 명하는 판결 등을 말한다. 이런 판결은 상고·비상상고가 허용된다.

## 같이 보기
- 사위판결